# Cratère de Poutchej-Katounki
Le cratère de Poutchej-Katounki est un cratère d'impact situé dans l'oblast de Nijni Novgorod en Russie et dont l'âge est estimé à environ 167 millions d'années.
Le cratère est presque entièrement recouvert de sédiments et n'est pas visible en surface. Parmi les six plus importants cratères connus du Phanérozoïque, c'est le seul à ne pas être lié à un phénomène d'extinction massive.